# Skeppsviken

Skeppsviken är en stadsdel i södra Uddevalla. 
I Skeppsvikens dal finns ett mindre bostadsområde. 
Under 1900-talet har Skeppsviken gått igenom ett par förändringar, från en av stadens mest besökta badplatser, till att få fungera dels som badplats, dels som oljehamn. Fram till 1990-talet fanns här 15-20 oljecisterner som nu är borttagna, man kan dock fortfarande se spår av dessa då en del av deras plattformar mer eller mindre finns kvar.
Tidigare fungerade skeppsviken som "väntrum" för båtar som skulle in i Uddevalla hamn med varor, detta fungerade väl på grund av det djupa vattnet nedanför hästepallarna. Spår i form av metallpålar finns fortfarande kvar på den plats där båtarna förr lade till. 
Skeppsviken är numer mest känd för den strandpromenad, vars brygga har sin början här, samt som badplats.